# 무브 오버, 달링
무브 오버, 달링(Move Over, Darling)은 미국에서 제작된 마이클 고든 감독의 1963년 영화이다. 도리스 데이 등이 주연으로 출연하였고 마틴 멜처 등이 제작에 참여하였다.

## 출연

### 주연
- 도리스 데이
- 제임스 가너

### 조연
- 폴리 버겐
- 델마 리터
- 프레드 클락
- 돈 노츠
- 엘리엇 레이드
- 에드가 뷰캐넌
- 존 애스틴
- 팻 해링턴 주니어
- 에디 퀼런
- 막스 쇼워터
- 엘비 무어
- 척 코너스

## 제작진
- 세트: 폴 S. 폭스
- 세트: 월터 M. 스콧
- 의상: 모스 마브리